# Constitution de la république de Slovénie
Lire en ligne

Consulter

La Constitution de la république de Slovénie a été adoptée par l'Assemblée nationale slovène (Dravni zbor) le 23 décembre 1991.

## Structure
Le document comprend dix chapitres :
1. Dispositions générales
2. Droits de l'homme et libertés fondamentales
3. Économie et relations sociales
4. Organisation de l'État
5. Autonomie administrative
6. Finances publiques
7. Constitutionnalité et légalité
8. La Cour constitutionnelle
9. Procédure d'amendement de la Constitution
10. Dispositions temporaires et finales

## Révisions
La constitution a été changée à quatre reprises depuis 1991 :
- Le 14 juillet 1997, les citoyens étrangers ont été autorisés à réaliser des achats immobiliers. Cette mesure, rendue nécessaire par la volonté d'intégration de la Slovénie à l'Union européenne, a été prise dans le cadre du compromis espagnol. À l'époque, elle a été sévèrement critiquée par certains politiciens qui y ont vu une défaite de la politique étrangère slovène.
- Le 25 juillet 2000, le système de vote proportionnel a été directement intégré à la Constitution, de façon à éviter le flou juridique qui faisait suite aux résultats d'un référendum. Trois systèmes de votes avaient été proposés au vote, mais aucun n'avait remporté la majorité absolue des suffrages. Après un vif débat, la Cour constitutionnelle a décidé que si une loi devait être votée, elle devrait aller dans le sens de la proposition ayant obtenu la majorité relative lors du référendum. Le temps pressant, il a semblé qu'une modification de la Constitution était une façon de se sortir du statu quo.
- Le 7 mars 2003, une dernière modification de la Constitution est intervenue pour permettre à la Slovénie d'adhérer à l'Union européenne et à l'OTAN, si le peuple le souhaitait. Lors du référendum du 23 mars, les électeurs ont confirmé ce choix.
- Le 17 novembre 2016, le droit à l'accès à l'eau potable est inscrit dans la constitution car cette ressource est considérée comme ne pouvant aucunement être une « ressource privatisée ».

## Compléments